# Serie C 2025-26
La Serie C 2025-26 es la duodécima edición de la Serie C, correspondiente al tercer nivel del fútbol italiano. Estarán 60 equipos divididos en tres grupos de 20, según proximidad geográfica.
Los 60 equipos son divididos en 3 grupos de 20 equipos, donde el campeón de cada grupo, ascenderá autómaticamente a la Serie B, mientras que el cuarto equipo ascendido, saldrá de un play-off en formato de eliminación directa. También se definirán los descensos en cada grupo.

## Ascensos y descensos
| Pos        | a la Serie B   |
| ---------- | -------------- |
| 1.º (G. A) | Padova         |
| 1.º (G. B) | Virtus Entella |
| 1.º (G. C) | Avellino       |
| Prom.      | Pescara        |

| Pos      | a la Serie C       |
| -------- | ------------------ |
| Play-off | Salernitana        |
| 18.º     | Brescia (disuelto) |
| 19.º     | Cittadella         |
| 20.º     | Cosenza            |